# Batalla de Bucha
La batalla de Bucha fue un enfrentamiento militar entre la Federación de Rusia y Ucrania librado durante la ofensiva de Kiev en el marco de la invasión rusa de Ucrania de 2022, que se desarrolló en la ciudad ucraniana de Bucha entre los días 27 de febrero y 31 de marzo de 2022 . La batalla se sucedió tras el avance de las tropas rusas en su intento por rodear y asediar desde el oeste la capital de Ucrania, Kiev, donde entablaron combate con el ejército ucraniano en los suburbios de Bucha, Irpín y Hostómel.

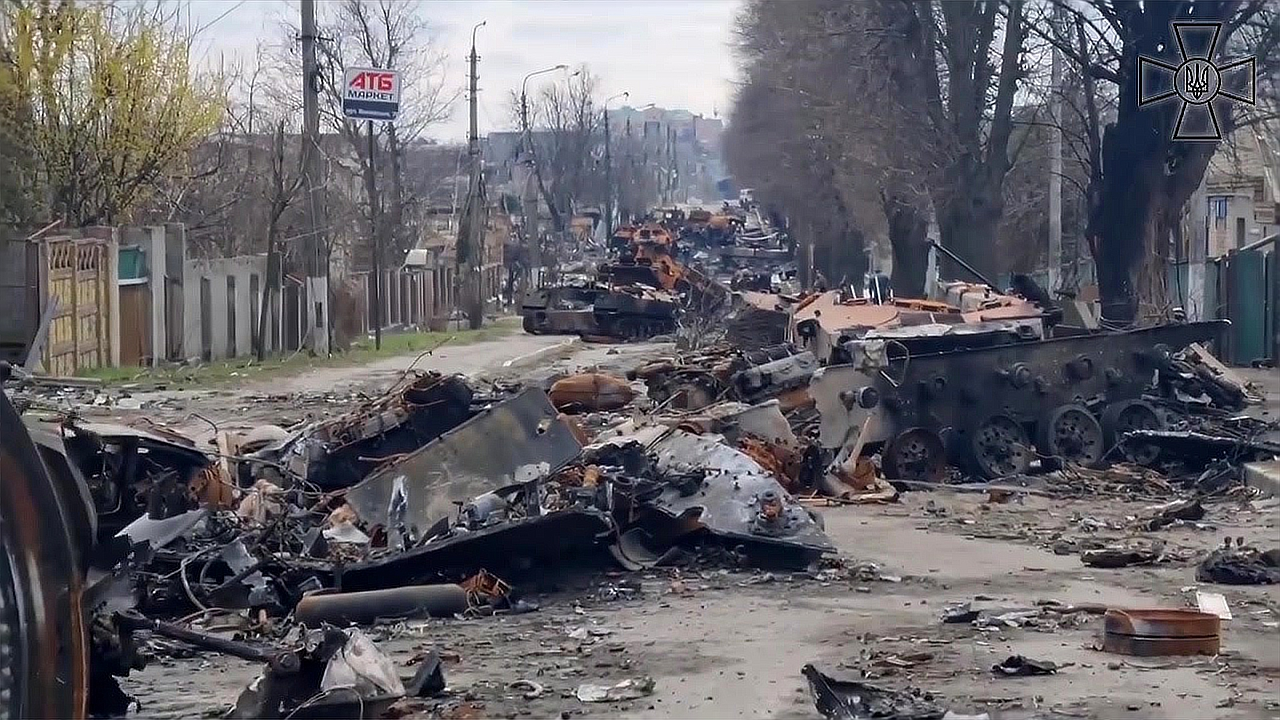
Columna militar rusa destruida en la calle principal de Bucha